# Téo Rayet
Téo Rayet, né le 12 décembre 1999, est un rameur professionnel français. En février 2023, Téo Rayet intègre la police nationale en tant que « réserviste opérationnel ». Aux Jeux olympiques de Paris 2024, il termine 2e de la finale B du quatre de pointe sans barreur,.

## Palmarès

### Championnats d'Europe
| Année | Compétition           | Épreuve             | Classement |
| ----- | --------------------- | ------------------- | ---------- |
| 2023  | Championnats d'Europe | Quatre sans barreur | 3e         |
| 2024  | Championnats d'Europe | Quatre sans barreur | 3e         |